# Magny-la-Ville
Magny-la-Ville – miejscowość i gmina we Francji, w regionie Burgundia-Franche-Comté, w departamencie Côte-d’Or.
Według danych na rok 1990 gminę zamieszkiwało 59 osób, a gęstość zaludnienia wynosiła 16 osób/km² (wśród 2044 gmin Burgundii Magny-la-Ville plasuje się na 851. miejscu pod względem liczby ludności, natomiast pod względem powierzchni na miejscu 1302.).